# 1895 en musique classique
| \| • Retour à la chronologie générale de la musique classique • \| |
| Grèce • Rome • Haut Moyen Âge • VIIIe siècle • IXe siècle • Xe siècle • XIe siècle XIIe siècle • XIIIe siècle • XIVe siècle • XVe siècle • XVIe siècle • XVIIe siècle XVIIIe siècle • XIXe siècle • XXe siècle • XXIe siècle |
| • Retour à la chronologie générale de la musique classique • |

| Années en musique classique : 1892 - 1893 - 1894 - 1895 - 1896 - 1897 - 1898    |
| Décennies en musique classique : 1860 - 1870 - 1880 - 1890 - 1900 - 1910 - 1920 |

## Événements

### Créations
- 25 février : la Sérénade pour cordes de Josef Suk, créée au Conservatoire de Prague sous la direction d'Antonín Bennewitz.
- 25 mars : Silvano, opéra de Pietro Mascagni, créé à Milan.
- 28 mars :  Nozze istriane, opéra d'Antonio Smareglia , créé à Trieste.
- 17 avril : la Sonate pour piano en fa majeur de Jean Sibelius, créée par Oskar Merikanto.
- 13 juillet : le musicien et scientifique mexicain Julián Carrillo découvre le Sonido 13 (Son 13) à Mexico.
- 10 août : Premier « Concert Promenade » au Queen's Hall de Londres.
- 17 octobre : Oresteïa, opéra de Sergueï Taneïev, créé au Théâtre Mariinsky de Moscou.
- 5 novembre : Till l'Espiègle, de Richard Strauss, créé à Cologne par l'orchestre du Gürzenich de Cologne sous la direction de Franz Wüllner.
- 10 décembre : La Nuit de Noël, opéra de Nicolaï Rimski-Korsakov, créé à Saint-Pétersbourg.
- 13 décembre : première exécution complète de la Symphonie no 2 (1888-1894), dite « Résurrection », en ut mineur, pour Orchestre, contralto, soprano et chœur de Gustav Mahler à Berlin par l'Orchestre philharmonique de Berlin dirigé par le compositeur. Les trois premiers mouvements ont été créés le 4 mars.
- 16 décembre : Frédégonde, opéra d'Ernest Guiraud et Camille Saint-Saëns, créé à Paris.

Date indéterminée
- Création de l'opéra La trecciaiuola di Firenze de Gisella Delle Grazie, au Teatro Filodrammatico à Trieste.
- Publication du 7e recueil des Pièces lyriques d'Edvard Grieg.

### Autres
- Première livraison de l'édition de l'œuvre de Rameau, chez Durand, sous la direction de Camille Saint-Saëns.
- Fondation de la Société moderne d'instruments à vent.
- Inauguration du Tonhalle de Zurich en présence de Johannes Brahms.

## Naissances

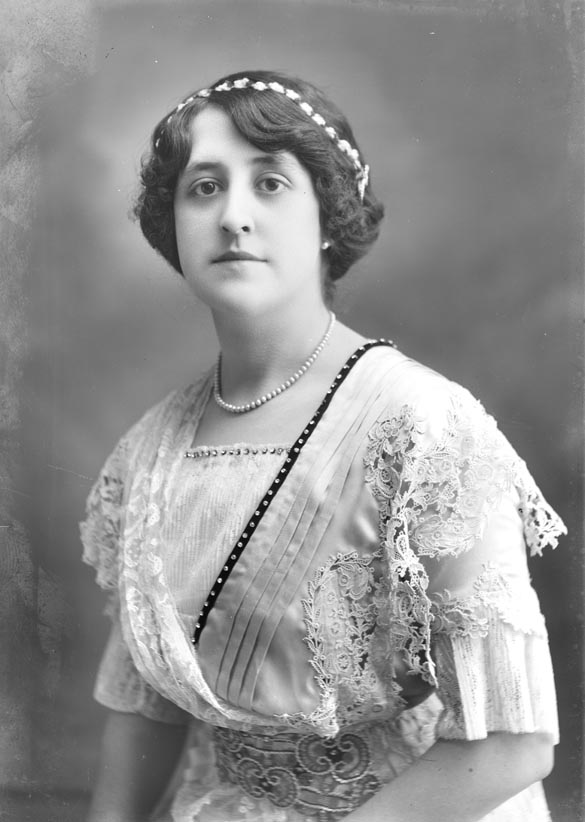
Mercedes Llopart

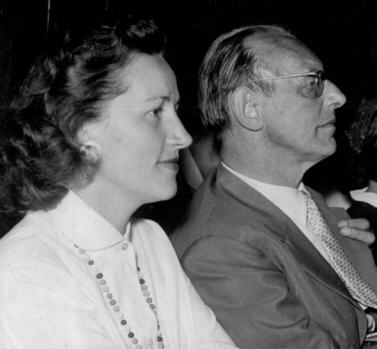
Carl Orff

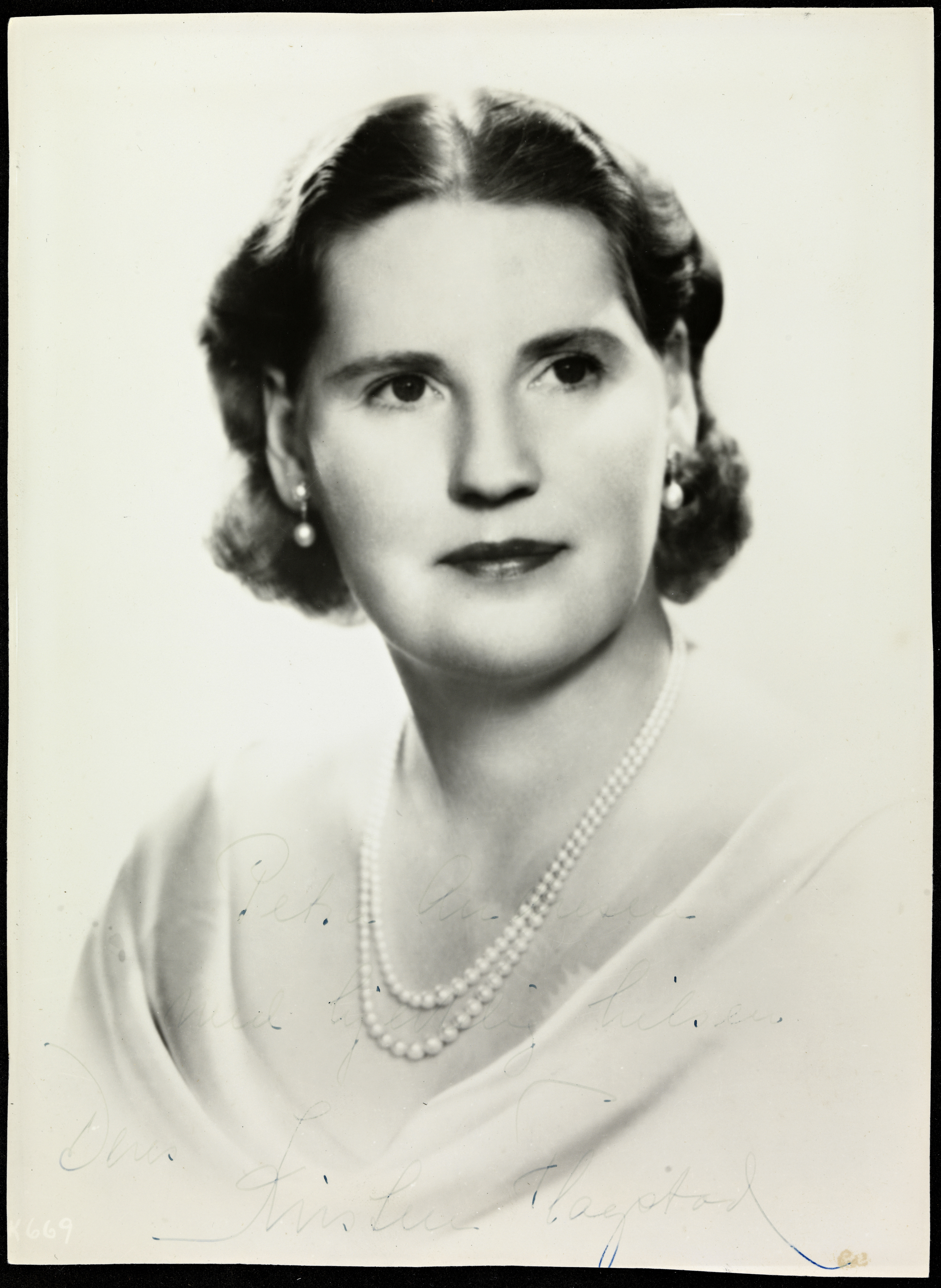
Kirsten Flagstad

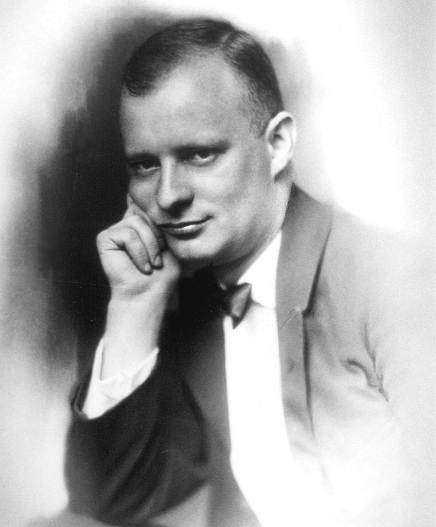
Paul Hindemith

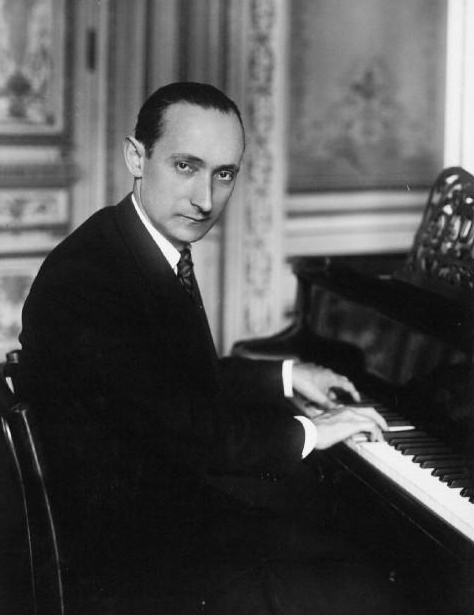
Georges Dandelot

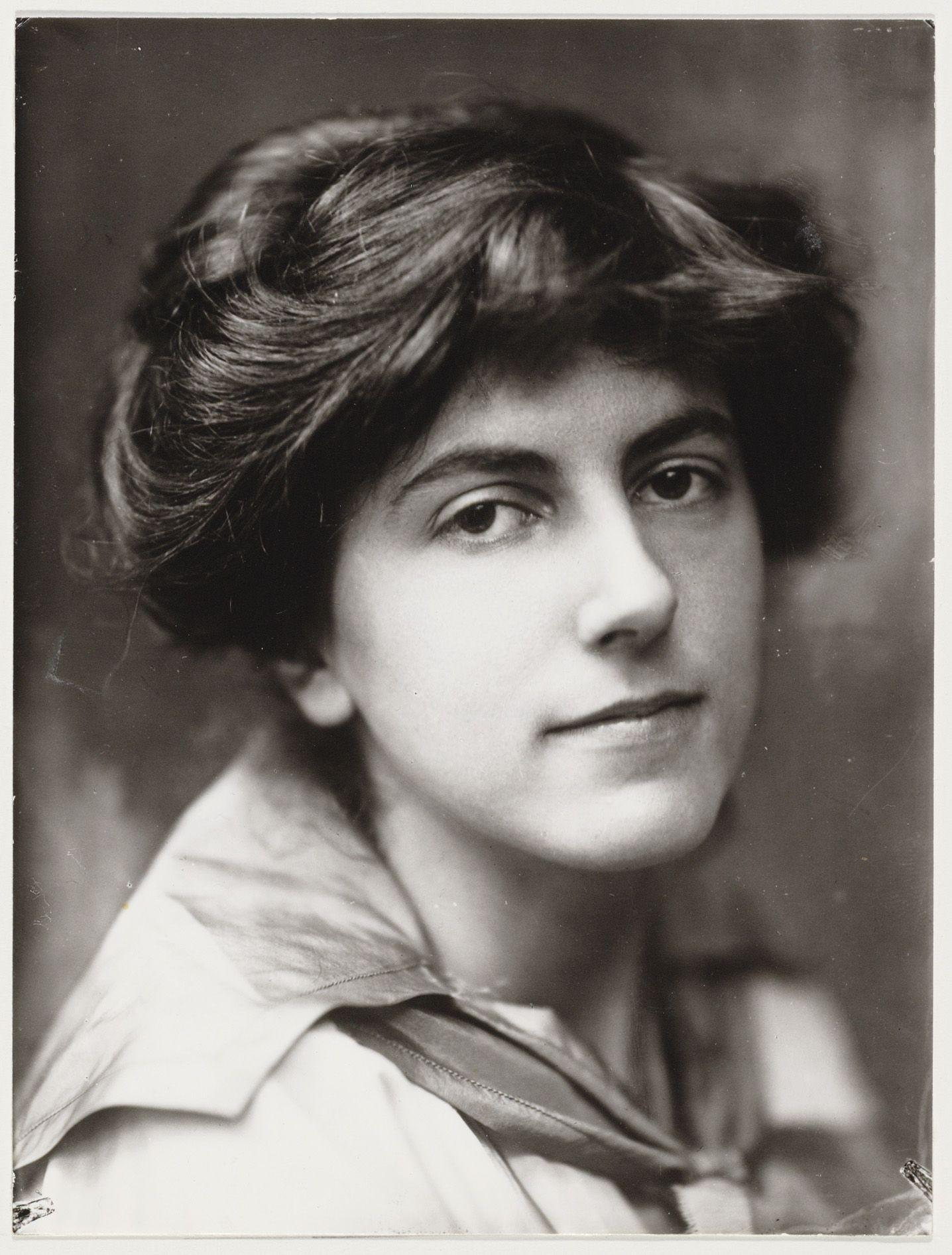
Henriëtte Bosmans

- 3 janvier : Boris Liatochinski, compositeur et chef d'orchestre ukrainien († 15 avril 1968).
- 7 janvier : Clara Haskil, pianiste suisse d'origine roumaine († 7 décembre 1960).
- 27 janvier : 
  - Cláudio Carneyro, compositeur portugais († 18 octobre 1963).
  - Joseph Rosenstock, chef d'orchestre américain († 17 octobre 1985).
- 10 février : Edmond Gaujac, compositeur français († 5 octobre 1962).
- 16 février : Maria Korchinska, harpiste russe († 17 avril 1979).
- 25 février : 
  - Henri Martelli, compositeur français († 15 juillet 1980).
  - Madeleine Sibille, chanteuse française d'opéra soprano († 19 juillet 1984).
- 27 février : Mercedes Llopart, soprano espagnole († 2 septembre 1970).
- 28 février : Guiomar Novaes, pianiste brésilienne († 7 mars 1979).
- 4 mars : Bjarne Brustad, compositeur, altiste, violoniste et pédagogue norvégien († 20 mai 1978).
- 7 mars : Juan José Castro, compositeur et chef d'orchestre argentin († 3 septembre 1968).
- 9 mars : Isobel Baillie, soprano écossaise († 24 septembre 1983).
- 24 mars : Else Schøtt, soprano danoise († 29 avril 1989).
- 3 avril : Mario Castelnuovo-Tedesco, compositeur italien († 16 mars 1968).
- 5 avril : Auguste Schirlé, compositeur, pianiste, organiste et maître de chapelle français († 23 septembre 1971).
- 7 avril : Eduard Toldrà, chef d'orchestre et compositeur espagnol († 31 mai 1961).
- 9 avril : Rudolf Kattnigg, compositeur, pianiste et chef d'orchestre autrichien († 2 septembre 1955).
- 13 avril : Olga Rudge, violoniste américaine († 15 mars 1996).
- 26 avril : William Kincaid, flûtiste américain († 27 mars 1967).
- 29 avril : Malcolm Sargent, chef d'orchestre anglais († 3 octobre 1967).
- 1er mai : Leo Sowerby, compositeur américain († 7 juillet 1968).
- 8 mai : Odette Godeau, harpiste française († 14 décembre 1987).
- 11 mai : William Grant Still, compositeur et chef d'orchestre américain († 3 décembre 1978).
- 14 mai : Youra Guller, pianiste française († 31 décembre 1980).
- 19 mai : Cecil Gray, compositeur et critique musical écossais  († 9 septembre 1951).
- 23 mai : Jean Witkowski, chef de chœur et chef d'orchestre français († 24 mai 1953).
- 28 mai : 
  - Mihály Erdélyi, compositeur et librettiste hongrois († 27 janvier 1979).
  - Yvonne Hubert, pianiste et pédagogue québécoise d'origine belge († 8 juin 1988).
- 8 juin : Séverin Moisse, pianiste, compositeur et professeur de musique canadien († 3 septembre 1961).
- 17 juin : Slavko Osterc, compositeur slovène († 23 mai 1941).
- 19 juin : Marco Antonio Rivera Useche, compositeur vénézuélien († 15 juillet 1990).
- 21 juin : Mark Reizen, basse soviétique († 25 novembre 1992).
- 28 juin : Kazimierz Sikorski, compositeur et pédagogue polonais († 23 juillet 1986).
- 5 juillet : Gordon Jacob, compositeur anglais († 8 juin 1984).
- 10 juillet : Carl Orff, compositeur allemand († 29 mars 1982).
- 12 juillet :
  - Kirsten Flagstad, soprano puis mezzo-soprano norvégienne († 7 décembre 1962).
  - Juan Tellería, compositeur espagnol († 25 février 1949).
- 22 juillet : Hans Rosbaud, chef d'orchestre autrichien († 29 décembre 1962).
- 6 août : Ernesto Lecuona, compositeur et pianiste cubain († 29 novembre 1963).
- 9 août : Henri Verdun, compositeur français, de son vrai nom Maurice Joseph Castelain († 25 juin 1977).
- 5 septembre : Meta Seinemeyer, soprano allemande († 19 juillet 1929).
- 16 septembre : Karol Rathaus, compositeur polonais († 21 novembre 1954).
- 17 septembre : Cuthbert Girdlestone, musicologue et littéraire britannique († 10 décembre 1975).
- 18 septembre : Ivo Tijardović, compositeur, écrivain et peintre croate († 19 mars 1976).
- 19 septembre : Marcel Reynal, violoniste et pédagogue français († 21 juillet 1982).
- 12 octobre : Jeanne Barbillion, pianiste, violoniste, et compositrice française († 8 août 1992).
- 21 octobre : Shūkichi Mitsukuri, compositeur japonais († 10 mai 1971).
- 5 novembre : Walter Gieseking, pianiste et compositeur franco-allemand († 26 octobre 1956).
- 16 novembre : Paul Hindemith, compositeur, théoricien de la musique et chef d'orchestre allemand († 28 décembre 1963).
- 18 novembre : Ernst Levy, compositeur, pianiste, musicologue et chef d'orchestre suisse († 19 avril 1981).
- 25 novembre : Wilhelm Kempff, pianiste et compositeur allemand († 23 mai 1991).
- 28 novembre : José Iturbi, pianiste, compositeur et chef d'orchestre espagnol († 28 juin 1980).
- 29 novembre : Andreï Ivanovitch Scholuch, fondateur du Chœur des Cosaques de l'Oural († 9 janvier 1979).
- 30 novembre : Johann Nepomuk David, compositeur autrichien († 22 décembre 1977).
- 2 décembre : 
  - Harriet Cohen, pianiste britannique († 13 novembre 1967).
  - Georges Dandelot, compositeur français († 7 août 1975).
- 6 décembre : Henriëtte Bosmans, pianiste et compositrice néerlandaise († 2 juillet 1952).
- 20 décembre : Hildegard Ranczak, soprano d'origine tchèque († juin 1987).

Date indéterminée

## Décès

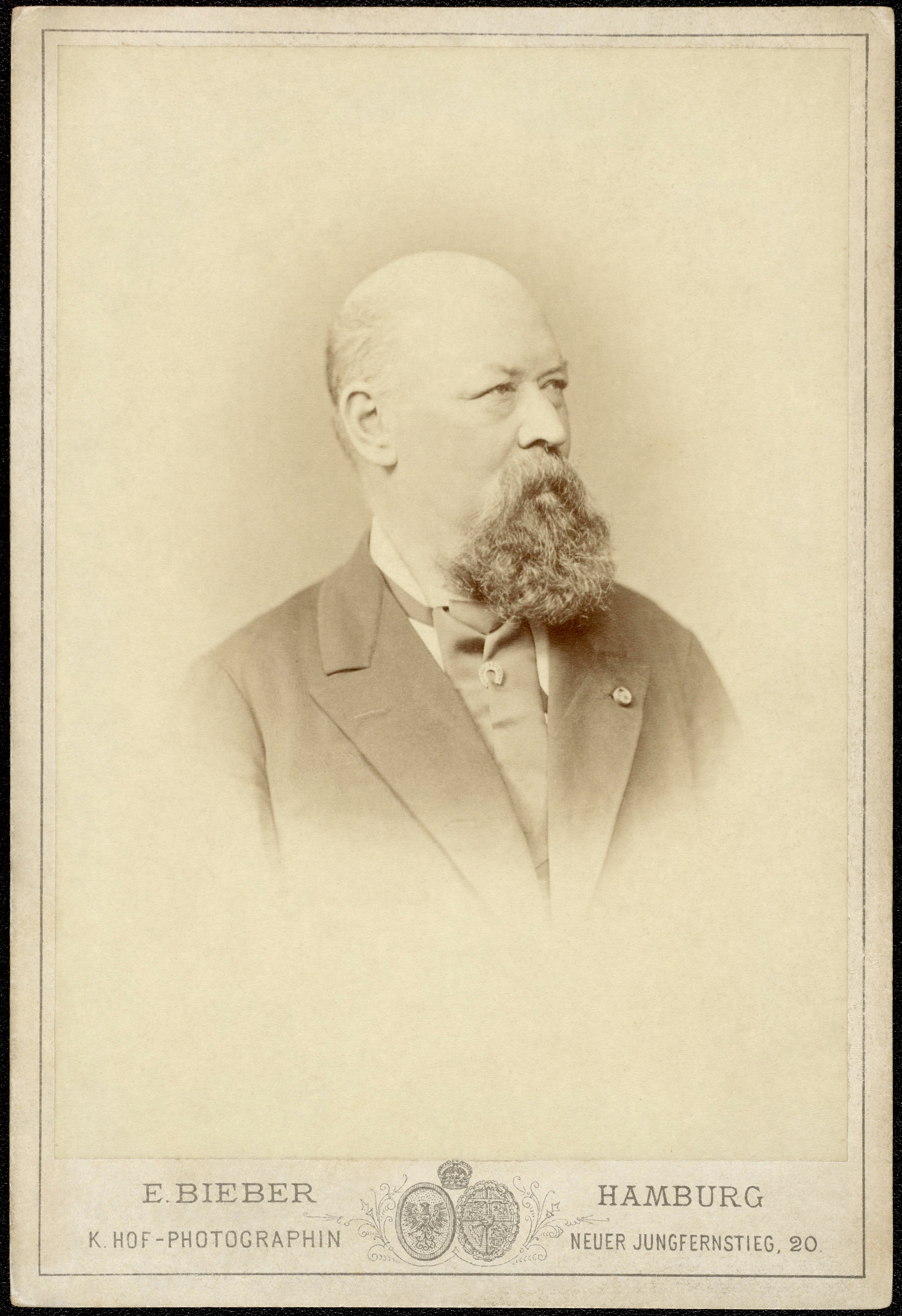
Franz von Suppé

- 10 janvier : Benjamin Godard, compositeur français (° 18 août 1849).
- 6 février : Alfred-Alexandre Quentin, musicien français (° 1er janvier 1827).
- 25 février : Ignaz Lachner, compositeur et chef d'orchestre allemand (° 17 septembre 1807).
- 6 mars : Henry Lazarus, clarinettiste britannique, compositeur et professeur de musique († 1er janvier 1815).
- 7 mars : Aloys Kunc, organiste, compositeur et chef d'orchestre français (° 1er janvier 1832).
- 15 mars : François-Emile Rignault, violoncelliste français (° 14 juin 1812).
- 17 mars : Adolphe Nibelle, compositeur français (° 9 octobre 1825).
- 25 mars : Elizabeth Stirling, compositrice et organiste anglaise (° 26 février 1819).
- 31 mars : Jaime Felipe José Bosch, guitariste et compositeur de musique espagnol (° 26 mai 1825).
- 27 avril : Paul Poirson, librettiste français (° 1836).
- 21 mai : Franz von Suppé, compositeur et chef d'orchestre autrichien (° 18 avril 1819).
- 15 juin : Richard Genée, librettiste et compositeur (° 7 février 1823).
- 1er juillet : Charles Réty, directeur de théâtre et critique musical français (° 28 mai 1824).
- 9 juillet : Friedrich Lux, chef d'orchestre, organiste et compositeur allemand (° 24 novembre 1820).
- 10 juillet : Caroline Miolan-Carvalho, soprano française (° 31 décembre 1827).
- 13 août : Ludwig Abel, violoniste, chef d'orchestre et compositeur allemand (° 14 janvier 1834).
- 3 octobre : Ernest Mocker, artiste lyrique et metteur en scène français (° 16 juillet 1811).
- 25 octobre : Charles Hallé, pianiste et chef d'orchestre anglais d'origine allemande (° 11 avril 1819).
- novembre : Raffaele Mirate, ténor italien (° 3 septembre 1815).
- 9 novembre : Emma Maria Macfarren, pianiste et compositrice anglaise (° 19 juin 1824).
- 26 novembre : Gustav Jensen, violoniste et compositeur allemand (° 25 décembre 1843).

Date indéterminée
- Basilio Basili, compositeur et ténor italien (° 21 mars 1804).